# Todo sea para bien (película)
 Todo sea para bien es una película en blanco y negro de Argentina dirigida por Carlos Rinaldi sobre el guion de Francisco Petrone y Agustín Cuzzani según la obra Tutto per bene, de Luigi Pirandello que se estrenó el 4 de mayo de 1957 y que tuvo como protagonistas a Francisco Petrone, Inda Ledesma, Susana Campos, Bernardo Perrone y Duilio Marzio. Con este filme retornó Petrone al cine de su país tras diez años de exilio. Fue la primera película rodada en el sistema Alexscope (CinemaScope) en Argentina.

## Sinopsis
Un hombre recuerda con devoción a su esposa muerta sin saber que su mejor amigo es el verdadero padre de quien cree su hija.

## Reparto
- Francisco Petrone ... Martín Lori
- Inda Ledesma ... Lina Yale
- Susana Campos ... Palma Lori / Silvia Agliani
- Bernardo Perrone ...Prof. Salvo Manfroni
- Duilio Marzio ... Flavio
- María Esther Podestá ... Abuela de Palma
- Cayetano Biondo ... Hugo (mayordomo)
- Lucy Tiller
- Jorge Larrea
- Martha Quinteros
- Alberto Bacigaluppi
- Mario Savino ... Embajador
- Reynaldo Mompel

## Comentarios
”Solamente un esbozo del hondo cuadro de Pirandello.”

Roland en Crítica opinó que:

”Algunas situaciones no se comprenden bien, otras parecen exageradas o artificiales.”